# Preußenlied
Das Preußenlied, eigentlich Preußens Vaterland, ist ein patriotisches Lied, dem zeitweilig der Status einer Nationalhymne Preußens zukam. Es besteht aus sechs Strophen. Der Lehrer Bernhard Thiersch aus Kirchscheidungen schrieb 1830 in Halberstadt die ersten fünf Strophen unter dem Titel Preußens Vaterland zum Geburtstag des preußischen Königs Friedrich Wilhelm III. Die heute bekannte Melodie komponierte der (spätere) königliche Musikdirektor des zweiten Garde-Grenadier-Regimentes August Neithardt 1832. Die sechste Strophe ergänzte Thiersch erst 1851.

## Text
Ich bin ein Preuße, kennt ihr meine Farben?

Die Fahne schwebt mir weiß und schwarz voran;

Daß für die Freiheit meine Väter starben,

Das deuten, merkt es, meine Farben an.

Nie werd’ ich bang verzagen;

Wie jene will ich’s wagen

|: Sei’s trüber Tag, sei’s heitrer Sonnenschein:

   Ich bin ein Preuße, will ein Preuße sein! :|

Mit Lieb’ und Treue nah ich mich dem Throne,

Von welchem mild zu mir ein Vater spricht;

Und wie der Vater treu mit seinem Sohne,

So steh ich treu mit ihm und wanke nicht.

Fest sind der Liebe Bande.

Heil meinem Vaterlande!

|: Des Königs Ruf dring’ in das Herz mir ein:

   Ich bin ein Preuße, will ein Preuße sein! :|

Nicht jeder Tag kann glüh’n im Sonnenlichte;

Ein Wölkchen und ein Schauer kommt zur Zeit.

Drum lese keiner mir es im Gesichte,

Daß nicht der Wünsche jeder mir gedeiht.

Wohl tauschten nah und ferne

Mit mir gar viele gerne;

|: Ihr Glück ist Trug und ihre Freiheit Schein:

   Ich bin ein Preuße, will ein Preuße sein! :|

Und wenn der böse Sturm mich wild umsauset,

Die Nacht entbrennet in des Blitzes Glut;

Hat’s doch schon ärger in der Welt gebrauset,

Und was nicht bebte, war des Preußen Mut.

Mag Fels und Eiche splittern,

Ich werde nicht erzittern;

|: Es stürm’, es krach’, es blitze wild darein:

   Ich bin ein Preuße, will ein Preuße sein! :|

Wo Lieb’ und Treu’ sich um den König reihen,

Wo Fürst und Volk sich reichen so die Hand,

Da muß des Volkes wahres Glück gedeihen,

Da blüht und wächst das schöne Vaterland.

So schwören wir aufs neue

Dem König Lieb’ und Treue!

|: Fest sei der Bund! Ja, schlaget mutig ein:

   Wir sind ja Preußen, laßt uns Preußen sein. :|

Des Preußen Stern soll weithin hell erglänzen,

Des Preußen Adler schweben wolkenan,

Des Preußen Fahne frischer Lorbeer kränzen,

Des Preußen Schwert zum Siege brechen Bahn.

Und hoch auf Preußens Throne

Im Glanz von Friedrichs Krone

|: Beherrsche uns ein König stark und mild,

   Und jedes Preußen Brust sei ihm ein Schild! :|

## Umdichtung 1848
Nachdem König Friedrich Wilhelm IV. seiner Garde während der Märzrevolution in Berlin am 19. März 1848 den Rückzugsbefehl gegeben hatte, sang sie enttäuscht beim Abmarsch aus der Stadt eine Umdichtung des Preußenliedes. Die letzte Strophe lautete:
Schwarz, Rot und Gold glüht nun im Sonnenlichte,

der schwarze Adler sinkt herab entweiht;

hier endet, Zollern, deines Ruhms Geschichte,

hier fiel ein König, aber nicht im Streit.

Wir sehen nicht mehr gerne

nach dem gefall’nen Sterne.

|: Was du hier tatest, Fürst, wird dich gereu’n,

   so treu wird keiner, wie die Preußen, sein! :|